# Marine Corps Base Camp Roy S. Geiger

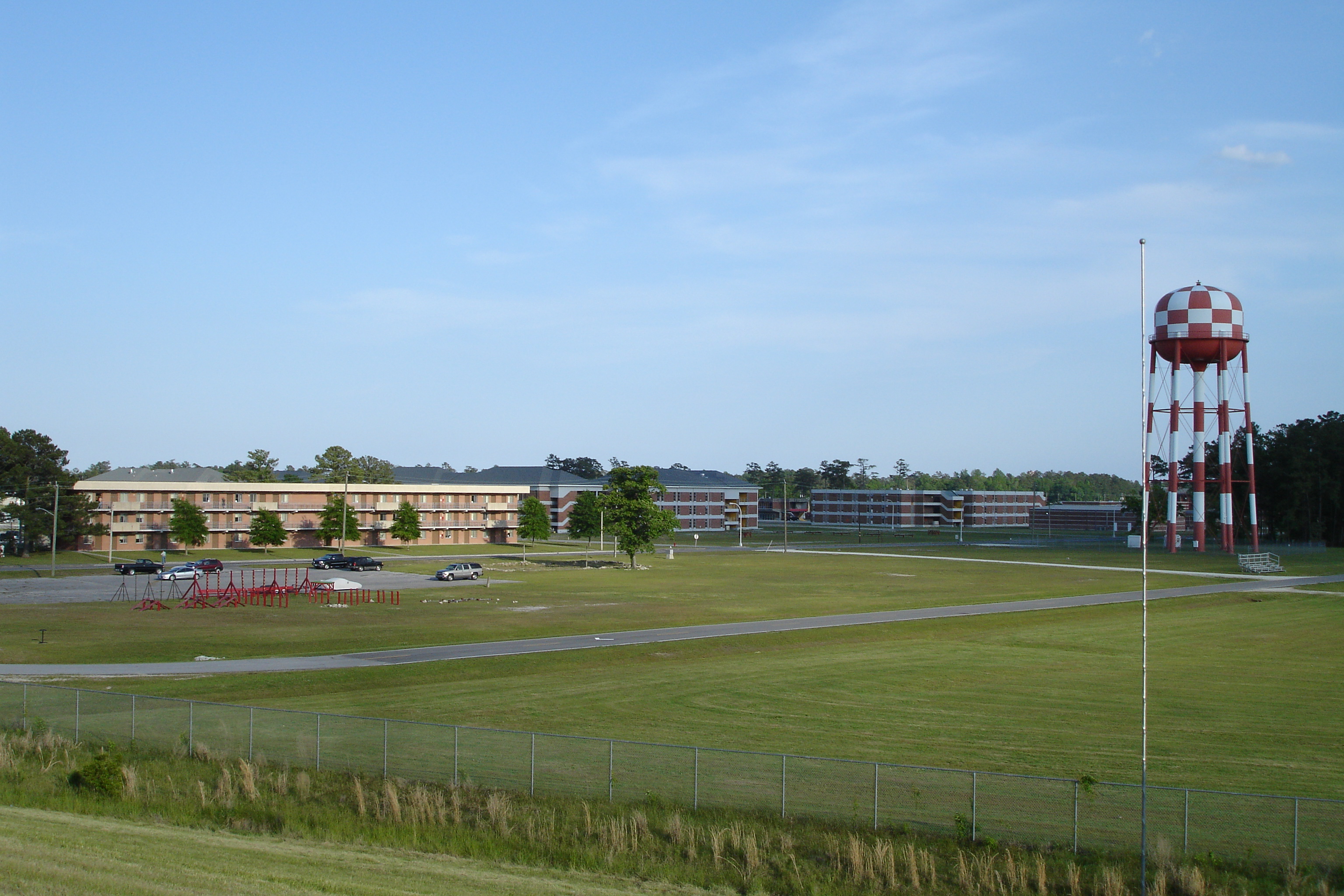
MCB Camp Geiger, Jacksonville

Das Marine Corps Base Camp Roy S. Geiger (MCB Camp Geiger) ist eine Basis des US Marine Corps, unweit der Stadt Jacksonville, North Carolina, an der Ostküste der Vereinigten Staaten. Das Camp gehört, ebenso wie die Marine Corps Air Station New River und das Marine Corps Base Camp Gilbert H. Johnson zum Gesamtkomplex des Marine Corps Base Camp Lejeune. Benannt ist die Basis nach dem General Roy S. Geiger.
In Camp Geiger befindet sich die Ausbildungseinrichtung der Infanterie des US Marine Corps (United States Marine Corps School of Infantry), in der alle Rekruten aus den östlichen US-Bundesstaaten ausgebildet werden. Aufgabe der Infanterieschule ist die militärische Grundausbildung der Rekruten, sowohl der Infanterie als auch aus anderen Waffengattungen. Es finden neben der Grundausbildung auch Weiterbildungskurse für die höheren und Offiziersränge statt. Jährlich werden in Camp Geiger etwa 20.000 Marines ausgebildet.